# Limnophora setifemora
Limnophora setifemora är en tvåvingeart som beskrevs av Shinonaga 2005. Limnophora setifemora ingår i släktet Limnophora och familjen husflugor. Inga underarter finns listade i Catalogue of Life.